# Лядова Людмила Олексіївна
Людмила Олексіївна Лядова (рос. Лядова Людмила Алексеевна; 29 березня 1925, Свердловськ — 10 березня 2021, Москва) — радянська і російська композиторка, піаністка і співачка. Народна артистка РРФСР (1984).

## Життєпис
Народилася 29 березня 1925 року у Свердловську, в родині професійних музикантів. Батько, Олексій Іванович Лядов, бул солістом Свердловського оперного театру (тенор), потім працював скрипалем в оркестрі (окрім скрипки грав на саксофоні та мандоліні), у 1960—1970-х роках працював регентом церковного хору Свято-Миколаївського храма в місті Макіївка Донецької області. Мати, Юлія Петрівна Лядова (до шлюбу Самойлова; 1902—1980), за освітою хормейстер, диригувала самодіяльними колективами, довгий час співала у Свердловській філармонії.
Почала займатися музикойю в ранньому дитинстві. Батьки серйозно готували її до кар'єри піаністки. Спочатку запросили домашню вчительку, потім записали в музичну школу до відомого в місті педагога Ванди Антонівни Бернгард-Тшаської (учениці та — пізніше — асистентки Бернгарда Ставенхагена). У 10-річном віці, пройшовши великий конкурс, Лядова вступила на дитяче відділення Свердловськой консерваторії до професора Б. С. Маранц.
З 11 років дівчинка грала найскладніші твори класичного репертуару на шкільних вечорах, святах, у клубі, де працювала мама, брала участь у фестивалях та конкурсах. Великою подією став для неї виступ з оркестром під керівництвом Марка Павермана на сцені Свердловської філармонії. Тоді вона виконувала концерт Мендельсона, а через рік з цим же оркестром виконала знаменитый Перший концерт Чайковського, твори Рахманінова і Ліста. По закінченні училища Лядову зачислили до консерваторії в фортепіанний клас до Б. С. Маранц. Паралельно вона навчалася на композиторському відділенні у професора Віктора Трамбицького. 1948 року закінчила Свердловськую консерваторію.
Ще під час Другої світової війни Лядова познайомилася з молодою співачкою Ніною Пантелеєвою. З того часу вони стали успішно виступати разом і 1946 року отримали звання лауреатів 2-го Всесоюзного конкурсу артистів естради. Їхній дует мав велику популярність, вони здійснили довготривале творче турне країною, однак 1951 року він розпався з ініціативи Лядової. Точної причини розпаду ніхто не афішував.
Велику популярність отримали «Старий марш» на вірші М. Владимова, «Чудо-пісенька», «Барабан» на вірші І. Шаферана, «Ай-люлі», яка була написана для Тамари Міансарової і принесла їй звання лауреата і Золоту медаль на VIII Всесвітньому Фестивалі молоді та студентів у Гельсінкі (1962), та інші. «Чудо-пісеньку» на вірші Людмили Давидович і Віктора Драгунського услід за самою Людмилою Лядовою виконували Гелена Веліканова, Ніна Дорда, Капіталіна Лазаренко, Тамара Міансарова та британська співачка Джеррі Скотт.
Першим виконавцем «Старого марша» став Йосип Кобзон, потім пісня увійшла до репертуару Юрія Богатикова. Пісня «Барабан» звучала з великими оркестрами у виконанні Едуарда Хіля. «Старий марш» і «Барабан» виконували всі воєнні ансамблі країни. Воєнна тематика знайшла відображення й в інших піснях композитора. Лядова продовжила творчій пошук в пісенній ліріці, писала і виконувала романси, а також твори для духовного хору, військові марші. Багато виступала та займалася педагогічною діяльністю.
У березні 1985 року відбувся ювілейний вечір Людмили Лядової у Москві в Колонному залі Дому Союзів.
2000 року вийшла збірка дитячих пісень Людмили Лядової «Почемучка». Композитор постійно зверталася до цієї тематики. Її дитячий світ — це життєрадісний та напрочуд чистий музичний острів, населений звірями, птахами, метеликами та іграшками.
2005 року в Великому залі Московської консерваторії відбувся ювілейний концерт Людмилы Лядової.
Член Спілки композиторів та Фонда миру.
Померла 10 березня 2021 року у Москві в 95-річному віці від ускладнень, викликаних коронавірусним захворюванням COVID-19.

## Творчість
Є автором понад 800 пісень, які виконували такі виконавці, як Марія Бієшу, Юрій Богатиков, Зара Долуханова, Людмила Зикіна, Йосип Кобзон, Тамара Міансарова, Олена Образцова, Едіта П'єха, Бела Руденко, Нінель Ткаченко, Валентина Толкунова, Леонід Утьосов, Едуард Хіль, Клавдія Шульженко та інші.
Писала також інструментальну музику: Концерт для фортепіано з оркестром a moll (у різні роки неодноразово виконувався автором, а також іншими піаністами як в Росії так й за кордоном. Ульянівський композитор і піаніст Антон Ніконов окрім виконання написав також методичну розробку «Подолання піаністичних труднощів у фортепіанному концерті Людмили Лядової»); «Кокоси» (рос. Кокосы), «Танці скоморохів» (рос. Скоморошьи пляски) та інш.; для естрадно-симфоничного оркестра — 
«Циганська рапсодія» (рос. Цыганская рапсодия), «Концертна полька» (рос. Концертная полька) для фортепіано з оркестром; камерну музику: Соната для фортепіано,
П'єси для скрипки та фортепіано.
Оперети та мюзикли:
- Оперети: «Два кольори часу» (рос. Два цвета времени), «Під чорною маскою» (рос. Под чёрной маской), «Атаманша» (рос. Атаманша), «Біля небезпечної межі» (рос. У опасной черты) та «Хто твоя наречена?» (рос. Кто твоя невеста?).
- Мюзикли: «Душа солдата» (рос. Душа солдата) та «Казка про Єрему, Данилу і Нечисту силу» (рос. Сказка про Ерему, Данилу и Нечистую силу).

## Особисте життя
Л. А. Лядова п'ять разів була у шлюбі: перший чоловік — Василь Коржов, акомпаніатор циганського ансамблю; другий — Юрій Кузнецов, артист балету; третій — Кирил Головін, інженер; четвертий — Ігор Сластенко, співак; п'ятий чоловік — Олександр Кудряшов (нар. 1942), саксофоніст, узяв прізвище дружини і став Лядовим.

## Нагороди та відзнаки
- Орден «За заслуги перед Вітчизною» III ступеня (8 червня 2005) — за великий внесок у розвиток вітчизняного музичного мистецтва і багаторічну творчу діяльність.
- Орден «За заслуги перед Вітчизною» IV ступеня (17 березня 2000) — за великий внесок у розвиток вітчизняного музичного мистецтва.
- Орден Пошани (4 травня 2011) — за великі заслуги у розвитку вітчизняної культури та мистецтва, багаторічну плідну діяльність.
- Орден Дружби (2 серпня 1997) — за заслуги перед державою, великий внесок в зміцнення дружби та співпраці між народами, багаторічну плідну діяльність в сфері культури та мистецтва.
- Медаль «За трудову відзнаку» (14 листопада 1980) — за велику роботу по підготовці та проведенню XXII Олімпіади.
- Народна артистка РРФСР (29 грудня 1984).
- Заслужений діяч мистецтв РРФСР (30 липня 1976).
- Почесний громадянин Свердловської області (10 березня 2015.)